# Shahrestān di Fahraj
Lo shahrestān di Fahraj (farsi شهرستان فهرج) è uno dei 23 shahrestān della provincia di Kerman, il capoluogo è Fahraj; era in precedenza parte del territorio dello shahrestān di Bam. Lo shahrestān è suddiviso in 2 circoscrizioni (bakhsh): 
- Centrale (بخش مرکزی)
- Neghin Kavir (بخش نگین کویر)